# Kona Town
Kona Town es el álbum debut de la banda hawaiana de reggae Pepper (Give'n It fue lanzado en 2000 como una demo y se relanzó como álbum en 2003). El disco fue lanzado el 26 de marzo de 2002 por Volcom Entertainment y fue producido por Steve Kravac (MXPX, Less Than Jake).
El álbum incluye el sencillo más exitoso y reconocible de la banda "Give It Up" (también conocido como "Dirty Hot Sex"), que logró ser número uno en la 101.9 KUCD de Hawái. Además, Kona Town se convirtió en el trabajo mejor vendido de Pepper, con 45.000 copias.

## Listado de canciones
1. "The Good Thing" - 0:26
2. "Stone Love" - 4:14
3. "Dry Spell" - 3:55
4. "Face Plant" - 3:19
5. "Tradewinds" - 4:16
6. "Stormtrooper" - 5:27
7. "Ho's" - 3:27
8. "B.O.O.T." - 4:08
9. "Give It Up" - 3:21
10. "Sitting On The Curb" - 3:02
11. "Too Much" - 3:24
12. "Tongues" - 3:35
13. "Office" - 3:52